# Themo Lobos
Temístocles Nazario Lobos Aguirre, conocido como Themo Lobos (Santiago, 3 de diciembre de 1928-Viña del Mar, 24 de julio de 2012), fue un dibujante e historietista chileno, creador de personajes como Ogú, Máximo Chambónez, Ferrilo, Nick Obre y Alaraco, entre otros, y fue el principal continuador y desarrollador de Mampato.

## Biografía
Nació en la comuna santiaguina de San Miguel y estudió en la Escuela de Artes Aplicadas. Lobos se inició desde pequeño en los cómics: a los 16 años ya creaba sus propias historietas. Entre sus referentes se encontraban los dibujantes Hergé y Coré. A los 21 años comenzó a publicar en el diario La Nación las historias de dos de sus personajes: Ferrilo, el autómata y Homero, el piloto.
Después se desarrolló en la revista El Peneca, donde creó a los personajes Michote y Pericón, Sapolín, el niño rana, y Adita (su hija se llama Ada). Durante la década de 1950 trabajó en la revista Barrabases de Guido Vallejos, donde creó a los personajes Cicleto, Cucufato y Ñeclito. Durante su paso por la revista El Pingüino creó a los personajes Alaraco y Dolchevito. En 1965 lanzó Rocket —la primera revista de historietas de ciencia ficción en Latinoamérica—, de la cual fue director y dibujante. Además trabajó en las revistas Pobre Diablo, Flash, Humor de Hoy, Topaze y Humanoide.
En 1968, Eduardo Armstrong fundó Mampato. En ella, Óscar Vega empezó una serie con el personaje del mismo nombre, creado por Amstrong. Sin embargo, tras la primera edición dejó en manos de Lobos al personaje, que se convirtió en el más memorable y popular de toda su historia de dibujante. En la revista Lobos publicó más de 25 aventuras completas de Mampato.
Después del golpe militar de 1973 y la instauración de la dictadura encabezada por el general Augusto Pinochet, el cómic chileno empezó a decaer y la revista Mampato se dejó de publicar en 1978. Muchos de sus colegas partieron al exilio, pero Lobos decidió quedarse en Chile.
Durante la década de 1980 empezó a publicar en la prensa diaria, partiendo por el diario La Tercera y continuando en los periódicos El Espectador y Última Hora. A principios de los ochenta, trabajó además ilustrando álbumes como Los Superamigos y Los Pitufos, así como en la efímera revista Dos Puntos. 
En esta época, la Televisión Nacional de Chile realizó, en el programa humorístico Jappening con Ja, una fiel adaptación de su personaje Alaraco con actores reales y con Fernando Alarcón como protagonista. En 1986, comenzó a publicar Cucalón, revista quincenal que salió hasta 1994. Allí fue saliendo una recopilación de todas las historietas realizadas por Lobos hasta la fecha, pero con el tiempo se agregaron algunas otras, así como también personajes nuevos y cómics de otros artistas.
En 1989 presentó algunos bocetos dibujados para un especial de televisión llamado Pablito aprende a transitar, y que fue exhibido por el Canal 10 Universidad Austral de Chile de Valdivia en conjunto con la Asociación Chilena de Seguridad y Video Chile (que la distribuyó en ese formato a todo el país).
Después de Cucalón, Lobos sacó Pimpín, que solo tuvo cuatro números. Durante la década de 1990 trabajó realizando ilustraciones para diferentes tipos de instituciones, con temas como la ecología, la energía atómica, la contaminación y el Padre Hurtado.
La Editorial Dolmen publicó en 1996 las aventuras de Mampato en formato comic-book, que llegaron al público chileno, latinoamericano y europeo. En 2002 se estrenó Ogú y Mampato en Rapa Nui, película animada basada en una de las aventuras del célebre personaje.
Debido al tabaquismo contrajo complicaciones en los bronquios, Lobos decidió mudarse desde un contaminado Santiago a Concón. Algunos años antes de su muerte sufrió una insuficiencia pulmonar que lo obligó a ocupar un tubo de oxígeno. Falleció el 24 de julio de 2012 debido a una insuficiencia respiratoria en el Hospital Gustavo Fricke de Viña del Mar.

## Obra y personajes

### Personajes de Mampato
A pesar de haber tenido gran parte de la autoría de la personalidad de Mampato, no fue su creador, sino Eduardo Armstrong, quien le cedió sus derechos después del segundo capítulo. Dentro del universo de Mampato, hay personajes muy importantes que sí fueron creados por Lobos.
- Ogú: Compañero fiel de Mampato.
- Rena: Compañera de aventuras de Mampato, proveniente del siglo 40.
- Xsé: Extraterrestre, quien le regala a Mampato el cinto espaciotemporal, el cual le permite viajar en el tiempo y conocer a Ogú y a Rena.

Hay muchos otros, puesto que cada aventura tuvo su coprotagonista:
- Agú: Hijo de Ogú, participa en varias aventuras.
- Tinalín: Esposa de Ogú, también tiene participación en las historias.
- Marama: Es una niña de la Isla de Pascua, se hizo muy conocida por la película.
- Guiguá, Bromisnar, Ojo Mágico, Wamba, Le Fromage, Loco Denny, Corzo, Fitus Sapiens, Kuka, etc.

### Otros personajes
Themo Lobos dio vida a un centenar de historietas. A continuación sólo se mencionan los protagonistas de estas.
- Alaraco: Este personaje, que debutó en la picaresca revista El Pingüino, es un hombre de familia, casado con su esposa Tranquilina, con quien tiene dos hijos. Su mayor defecto es que tiene un temperamento bastante exagerado, que siempre se escandalizaba hasta por el más mínimo detalle. Themo aseguró siempre que se reflejaba él mismo en Alaraco. Popularizado por Fernando Alarcón en el Jappening con Ja de los años '80, fue también ícono de una promoción de los chocolates Sahne-Nuss así como de algunos anuncios del desaparecido juego de azar TincaZoo.
- Pimpín, el aventurero: Es un mecánico de aviones que se convirtió en un aventurero alrededor del mundo. Luego de que el millonario Conde Naditti estrellara su avión, el magnate decide regalarlo. Pimpín se queda con el destartalado vehículo volador y, después de repararlo, se lanza a la aventura junto a su compañero O'Tuly. Tuvo su propia revista en 1988, de la que se publicaron solo 4 ejemplares.
- O'Tuly: Exmarino y exboxeador que trabajó para el maléfico doctor Von Fidelkenstein; sin embargo, terminó siendo el inseparable amigo y compañero de aventuras de Pimpín.
- Homero, el piloto: Una de las primeras creaciones de Themo, era un piloto de autos de carrera a quien un inconveniente siempre le impedía llegar a la meta. Se publicó a fines de los años 40 en el diario La Nación y luego en las revistas deportivas Estadio y Barrabases.
- Máximo Chambónez: Un particular personaje que, como su apellido lo indica, se caracteriza por siempre realizar chambonadas. Es un metedor de pata por excelencia; proyecto en el que se embarca, siempre le sale mal. Debutó como parte de la revista Barrabases, para luego seguir en Mampato y Cucalón
- Abuelo Chambónez: Abuelo de Máximo Chambónez, quien siempre lo acompañaba en sus aventuras. También tenía una historieta propia llamada Los cuentos del abuelo Chambónez, donde destaca una adaptación de la fábula de la tortuga y la liebre.
- Nick Obre: Un detective al más puro estilo de James Bond, que resuelve diversos casos en compañía de su fiel perro, Watson. Debutó en Barrabases bajo el nombre de Nick Obre: detective privado, para, posteriormente, participar en las revistas Rocket y Cucalón.
- Ferrilo: Un robot autómata creado por un científico loco. A pesar de tener varias historias de numerosas páginas, generalmente sus aventuras eran del estilo de tira cómica. Fue una de las primeras creaciones de Themo. Publicado en Mampato.
- Michote y Pericón: Un gato y un ratón que vivían anécdotas juntos, al más clásico estilo de las parejas humorísticas del cine de los 50 y 60.
- Sapolín: Un niño que gustaba mucho del mar y tenía aventuras submarinas, de allí su nombre.
- Lokán: Un bárbaro de un mundo bastante extraño, donde se mezclaban armas bárbaras, con pistolas láser (Arma del Fuego Azul). Una de sus últimas creaciones, es el personaje más desconocido de Lobos.
- Martín Conejín: Un conejito ecologista, personaje de corte infantil.
- Cucufato: Un futbolista mediocre. Apareció en Barrabases y Mampato.
- Ñeclito: Un niño demasiado flaco y débil, al que su abuelo sueña con convertirlo en deportista, pero jamás consigue nada, puesto que no tiene fuerza ni para mover una pelota de fútbol.Apareció en Barrabases.
- Cicleto: Un ciclista al que le ocurren anécdotas.
- Pirinches: Un ladrón que siempre salía con la suya. Destinado primero al público adulto de El Pingüino y Can-Cán, luego se lo editó para el público infantil en Mampato.
- Juanito Etram: Un niño con poderes de telepatía, precognición, teleportación y telekinesis. Al final dice ser de Marte, como lo indica su nombre si se lee de derecha a izquierda.
- Don Lalín: Caricatura del presidente Eduardo Frei Montalva y una de las pocas incursiones de Themo el humor político. Publicado en la revista Topaze.
- Chicho el soldado: Un soldado del ejército muy distraído.Publicado en la revista El Pingüino
- Juan Cucalón: Un explorador que es reconocible por su gran gorro tipo cucalón (de ahí su apellido y el título de la revista).Personaje creado exclusivamente para ser mascota de su revista Cucalón pero luego, tuvo su propia historieta seriada, que serían publicadas en varias antologías y libros.
- Vasquito: Guitarrero español quien relata en su tira cómica diversas historias que le pasan, a modo de una canción española.
- Boxito: Un fracasado boxeador. Apareció en Barrabases.